# Zamek Hartheim
Hartheim – XVII-wieczny zamek w miejscowości Alkoven (nieopodal Linzu) w Górnej Austrii. W czasie II wojny światowej, jeden z ośrodków egzekucji w ramach akcji T4 w III Rzeszy .

## Historia Zamku
Zamek w Hartheim jest położony na południowo-wschodnim krańcu zalewu Eferding w Górnej Austrii. To jeden z najciekawszych przykładów architektury renesansowej regionu. Jego budowę, kierowaną przez Jakoba Aspana, ukończono w 1600 roku. Wewnątrz zamku znajduje się arkadowy dziedziniec. W 1898 książę Camillo Heinrich Starhemberg przekazał budynek Związkowi Charytatywnemu Górnej Austrii w intencji stworzenia ośrodka opieki nad ludźmi niepełnosprawnymi. Ośrodek prowadziły siostry pallotynki.

### Ośrodek eutanazji
Po Anschlussie Austrii zamek i ośrodek został przejęty przez nazistów i zamieniony w miejsce przeprowadzania „eutanazji” (w ramach tzw. Akcji T4). Wszyscy pensjonariusze zostali przeniesieni do innych instytutów. Zamordowano ich później. W latach 1940–1944 zamordowano tam około 30 tysięcy osób uznawanych przez reżim hitlerowski jako „niewartościowe”.Od sierpnia 1941 do listopada 1944 roku zamek był miejscem zagłady ponad 10 tys. więźniów obozów koncentracyjnych i robotników przymusowych. Wśród nich było 330 księży, których przywieziono tu przede wszystkim z obozu w Dachau, a także z Mauthausen-Gusen. Zgodnie z obecnym stanem wiedzy co najmniej 310 z nich pochodziło z Polski. Na przełomie 1944 i 1945 roku instytut został zlikwidowany, a wnętrzom zamkowym przywrócono poprzedni wygląd. Zaraz po wojnie mieszkali tam uchodźcy.

### Powojenne losy
W 1948 roku pałac razem z okolicznymi gruntami znów został przekazany Związkowi Charytatywnemu Górnej Austrii, jednak niepełnosprawni nie powrócili do budynku. W 1954 roku, po wylewie Dunaju, zakwaterowano tam 30 rodzin z zalanych miejscowości. W 1968 roku Związek Charytatywny wznowił działalność. Instytut Hartheim został wybudowany w pobliżu zamku. W 1969 roku wybudowano tam pomnik, a sam instytut ma być swego rodzaju pokutą, odkupieniem za ofiary Hartheim. Od 1997 roku w zamku istnieje muzeum ośrodka eutanazji Schloss Hartheim. Znajduje się tam stała wystawa pt. „Wartość Życia”.

## Znane ofiary Hartheim
- o. Kazimierz Dembowski – Sługa Boży Kościoła katolickiego, duchowny katolicki, jezuita
- ks. Leon Formanowicz – kanonik kapituły katedralnej gnieźnieńskiej
- Erwin Hanslik – geograf i historyk kultury
- o. Euzebiusz Huchracki OFM – gwardian klasztoru w Miejskiej Górce, męczennik za wiarę.
- ks. Henryk Kazimierowicz – duchowny katolicki, filozof, teolog
- abp Maria Michał Kowalski – zwierzchnik Kościoła Katolickiego Mariawitów, uznany przez wiernych za świętego męczennika.
- ks. Stanisław Kubski – błogosławiony Kościoła rzymskokatolickiego, męczennik
- Telesfor Lewandowski – urzędnik państwowy (ur. 19 grudnia 1898r. w Poznaniu) nr obozowy 13245. Data transportu to 18 maja 1942 r.
- ks. Stanisław Marusarz – proboszcz parafii w Strzałkowie, budowniczy nowego kościoła parafialnego
- ks. Józef Müller (ur. 27 października 1902 w Jabłonowie). Transport w dniu 18 maja 1942 roku
- o. Anastazy Pankiewicz – błogosławiony Kościoła rzymskokatolickiego, męczennik
- ks. Franciszek Drzewiecki – błogosławiony Kościoła rzymskokatolickiego, męczennik
- ks. Bolesław Piechowski – działacz młodokaszubski, męczennik za wiarę
- ks. Franciszek Rosłaniec - profesor i dziekan Wydziału Teologii Katolickiej Uniwersytetu Warszawskiego, teolog biblista
- ks. Jan Samolej – ksiądz, członek Rady Miasta w Biłgoraju.
- bł. ks. Józef Straszewski – proboszcz parafii pw. św. Stanisława biskupa i męczennika we Włocławku.
- bł. o. Florian Stępniak – zakonnik z klasztoru Kapucynów w Lublinie
- Wincenty Józef Wolniarski - albertyn, Sługa Boży Kościoła katolickiego
- Cherubin Walenty Kozik - kapłan z zakonu kamedułów
- o. Wacław-Wiator Rytel  – kapucyn, działacz niepodległościowy
- ks. Stefan Kuliński - administrator północnej części diecezji włocławskiej, proboszcz w Brześciu Kujawskim[1]